# Garcia Hernandez
Garcia Hernandez is een gemeente in de Filipijnse provincie Bohol op het gelijknamige eiland. Bij de census van 2015 telde de gemeente ruim 24 duizend inwoners.

## Geografie

### Bestuurlijke indeling
Garcia Hernandez is onderverdeeld in de volgende 30 barangays:
| - Abijilan - Antipolo - Basiao - Cagwang - Calma - Cambuyo - Canayaon East - Canayaon West - Candanas - Candulao | - Catmon - Cayam - Cupa - Datag - Estaca - Libertad - Lungsodaan East - Lungsodaan West - Malinao - Manaba | - Pasong - Poblacion East - Poblacion West - Sacaon - Sampong - Tabuan - Togbongon - Ulbujan East - Ulbujan West - Victoria |

## Demografie
Garcia Hernandez had bij de census van 2015 een inwoneraantal van 24.194 mensen. Dit waren 1.156 mensen (5,0%) meer dan bij de vorige census van 2010. Ten opzichte van de census van 2000 was het aantal inwoners gegroeid met 2.766 mensen (12,9%). De gemiddelde jaarlijkse groei in die periode kwam daarmee uit op 0,80%, hetgeen lager was dan het landelijk jaarlijks gemiddelde over deze periode (1,84%).

De bevolkingsdichtheid van Garcia Hernandez was ten tijde van de laatste census, met 24.194 inwoners op 127,5 km², 189,8 mensen per km².

## Foto's
|  |  |